# 狐のお嫁ちゃん
『狐のお嫁ちゃん』（きつねのおよめちゃん）は、Battaによる日本の漫画。『みんなのコミック』（イーブックイニシアティブジャパン）にて、2016年4月16日から2021年3月12日まで連載された。続編である『狐のお嫁ちゃんと息子ちゃん』（きつねのおよめちゃんとむすこちゃん）は同年3月26日より2024年10月25日まで連載。

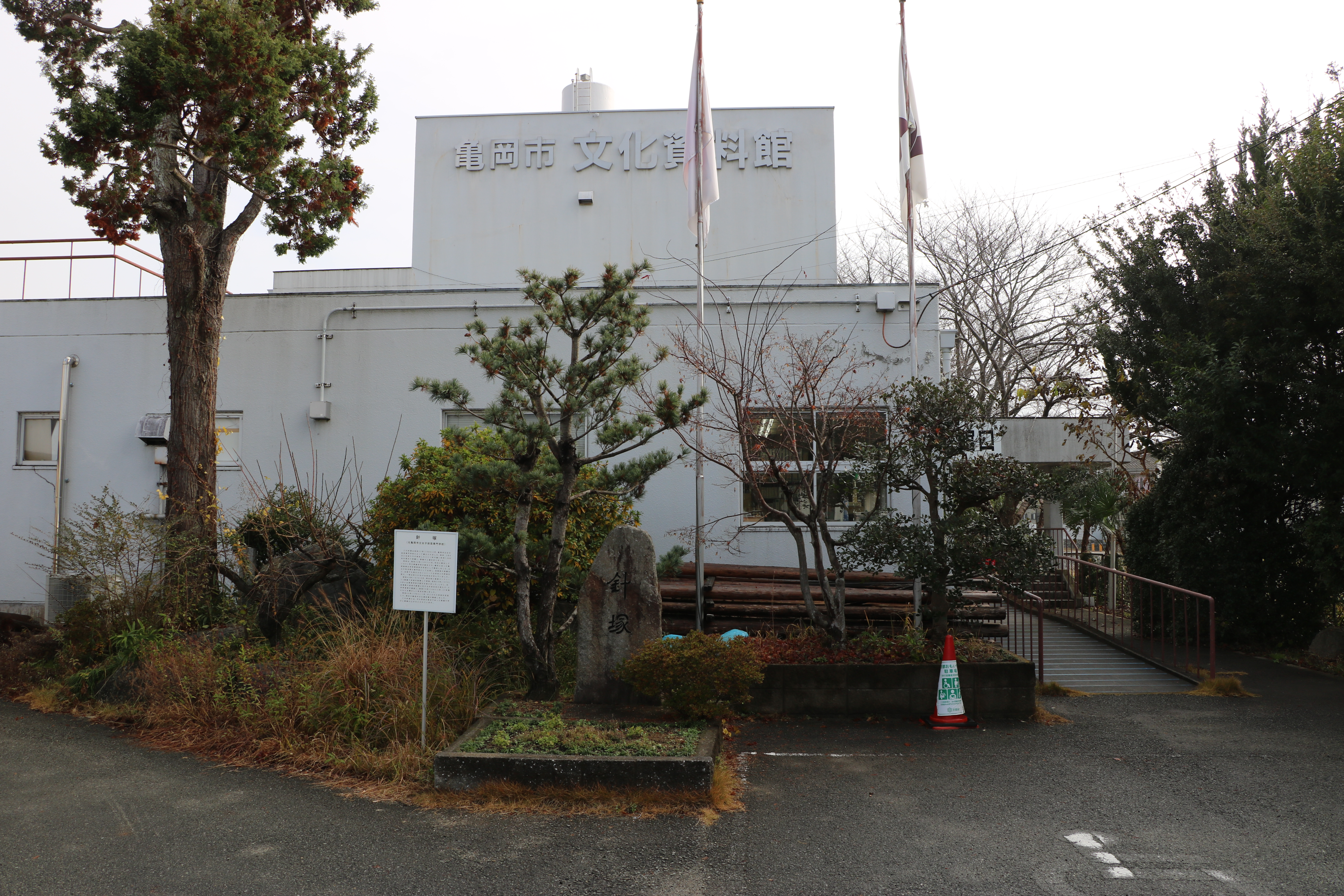
主人公の勤務先である文化資料館のモデルとなった、亀岡市文化資料館。

人間の姿になれる美少女化け狐と主人公が結婚し、人間と狐との価値観のギャップに戸惑いつつも、様々な人々と関わりながら、おもしろおかしく物語が描かれる。

## 登場人物
声はドラマCD版の声優。
主人公
声 - うえだゆうじ
本名・高崎浩一。年齢不明。お嫁ちゃんからは「ぬしさま」と呼ばれている。口丹市（京都府亀岡市がモデル）の文化資料館で学芸員を勤めている。かつては大学院で民俗学を専攻しており、古い伝承について「こんぴらさん」の証言を得るため通い詰めるうちに、彼女と恋仲になった。
結婚後はお嫁ちゃんが騒動を起こさないよう気を配り、気苦労が耐えない。動物のCPRを習得しており、第四話でお嫁ちゃんが海で溺れた時、蘇生を成功させている。自動車運転免許と自家用車を保有しており、お嫁ちゃんとよく車で出掛ける。
お嫁ちゃん
声 - 南央美
本名・和葉。人間の美少女の姿をしている化け狐。年齢は推定330歳で、古風なしゃべり方をする。夫を心底愛しており、いつも甘えたりおねだりしたりのベッタリ。いつでも狐耳を出したり、狐になったり、果ては身長・体格・容姿まで変えられる。
まだ若い頃（江戸時代）、母親への反発と人間への憧れから狐の里を飛び出した末、母親の出身地である丹波国に住み着き、やがて山の神社の「こんぴらさん」として地域住民に親しまれるようになったところで浩一と出会う。
結婚して山を降りてからはすっかり現代社会の生活に馴染んでおり、住民票も発行済み。スマホやコンビニを使いこなす一方、歴史の生き証人としての顔も時折見せることがあり、近隣住民からも評判が良い。犬が苦手。
物語中盤からは、育児資金を稼ぐために自身も働くことを思い立ち、狐の能力も活かせる職業として猟師となるために狩猟免許を取得する。
直（あたる）
高崎夫妻の長男。第五十四話にて誕生。当初は人間の男児と変わらないように思われたが、母親と同様に半獣半人の姿にもなれることが程なく判明した。名前は日本霊異記などに登場する狐直（きつねのあたい）に由来。
新芽（あらめ）
主人公の妹。初登場時は高校生。主人公の実家に住んでいる。鷹匠をやっており、フクロウの「ガッちゃん」を使って、近隣の農家の依頼でカラスなどの害鳥を追い払っている。
ユリ
猟友会に所属する女性。普段はジビエレストランで働きつつ、先輩ハンターとして新芽やお嫁ちゃんの狩猟活動をサポートする。
バッテン
お嫁ちゃんが狩猟中に出会った野生の雄狐。頭に大きな×型の傷があり、そこからお嫁ちゃんに名付けられた。身籠った妻のために食料を求めていたところ、お嫁ちゃんの弁当を奪おうとして捕らえられるが、狩猟犬役として狩猟活動に協力することを条件に放免され、良きパートナー関係となる。

## 書誌情報
| 巻数 | 電子書籍発売日 | 書籍発行日     | ISBN              |
| ---- | -------------- | -------------- | ----------------- |
| 1    | 2017年4月1日   | 2017年5月24日  | 978-4-04-105454-3 |
| 2    | 2017年9月21日  | 2017年11月25日 | 978-4-04-106388-0 |
| 3    | 2018年6月21日  | 2018年8月25日  | 978-4-04-107354-4 |
| 4    | 2019年3月1日   | 2019年6月25日  | 978-4-04-108349-9 |
| 5    | 2019年11月1日  | 2020年10月     | -                 |
| 6    | 2020年7月24日  | 2022年1月      | -                 |
| 7    | 2021年6月25日  | -              | -                 |

- Batta『狐のお嫁ちゃんと息子ちゃん』 イーブックイニシアティブジャパン、既刊2巻（2023年2月17日現在）
  1. 2022年3月18日発売[18]
  2. 2023年2月17日発売[19]

## ドラマCD
コミックス6巻の紙書籍版と合同の製作プロジェクトがクラウドファンディングで実施され、5,000円コース以上の出資者を対象に配布された。
このほか、2023年2月17日から3月31日までの限定で、本作内に登場する笹山さんと田端さんを主役にした「笹山さんと田端さんボイスドラマ」がYouTubeで配信された。

## コラボレーション
亀岡市文化資料館の第73回企画展「亀岡を掘ってみた ～亀岡の遺跡の謎～」（令和6年9月28日～10月27日）にて、イメージイラストに起用された。